# Louise Julie de Mailly

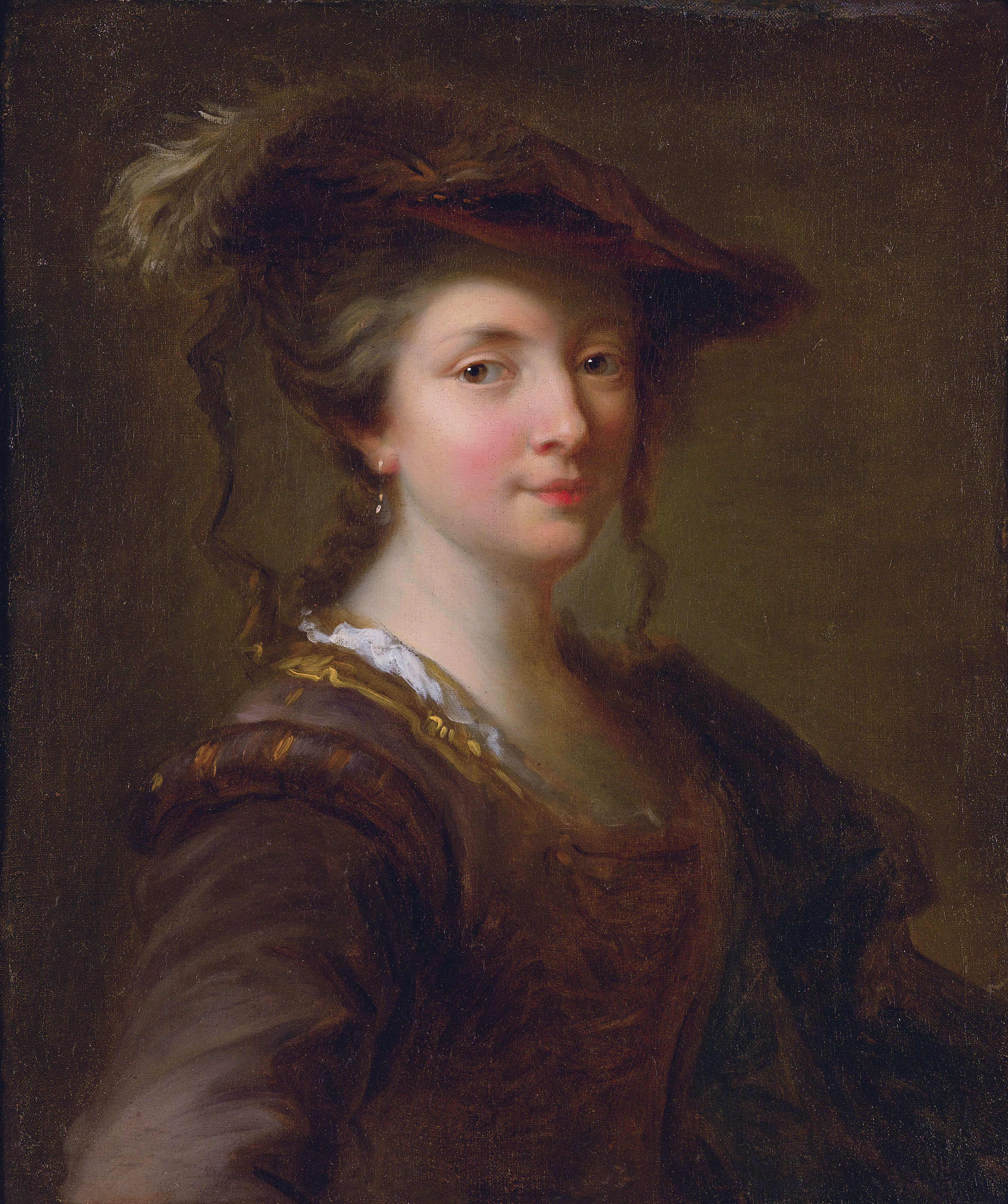
Louise Julie de Mailly-Nesle, contesă de Mailly, de Alexis Grimou.

Louise Julie de Mailly-Nesle, comtesse de Mailly (1710–1751) a fost cea mai mare din cele cinci faimoase surori de Nesle, din care patru au devenit metrese ale regelui Ludovic al XV-lea al Franței.

## Biografie
Louise Julie a fost fiica cea mare a lui Louis de Mailly, marchiz de Nesle și de Mailly, Prinț de Orania (1689 - 1767) și a soției acestuia, Armande Félice de La Porte Mazarin (1691 - 1729). Părinții ei s-au căsătorit în 1709. Mama ei a fost fiica lui Paul Jules de La Porte, duce Mazarin și de La Meilleraye (1666 - 1731), fiul faimoasei aventuriere, Hortense Mancini, nepoata Cardinalului Mazarin. Louise Julie a avut patru surori:
- Pauline Félicité de Mailly, Mademoiselle de Nesle, marchiză de Vintimille (1712 - 1741),
- Diane Adélaïde de Mailly, Mademoiselle de Montcavrel, ducesă de Lauraguais (1714 - 1769),
- Hortense Félicité de Mailly, Mademoiselle de Chalon, marchiză de Flavacourt (1715 - 1763).
- Marie Anne de Mailly, Mademoiselle de Monchy, marchiză de La Tournelle, ducesă de Châteauroux (1717–1744).

Singura soră de Nesle care nu a devenit metresă a lui Ludovic al XV-lea a fost marchiza de Flavacourt. Louise Julie a fost prima soră care l-a atras pe rege, urmată de Pauline Félicité, însă Marie Anne a fost cea care a avut succes în manipularea regelui și care a deținut putere politică.
Louise Julie a avut și o soră vitregă mai mică, Henriette de Bourbon (1725 - 1780), din relația mamei ei cu Louis Henri, Duce de Bourbon, ministru șef al regelui Ludovic al XV-lea din 1723 până în 1726. La 31 mai 1726, Louise Julie s-a căsătorit cu vărul ei, Louis Alexandre de Mailly, conte de Mailly (n. 1694). Soțul ei a murit la 30 iulie 1743.

## Metresă a lui Ludovic al XV-lea

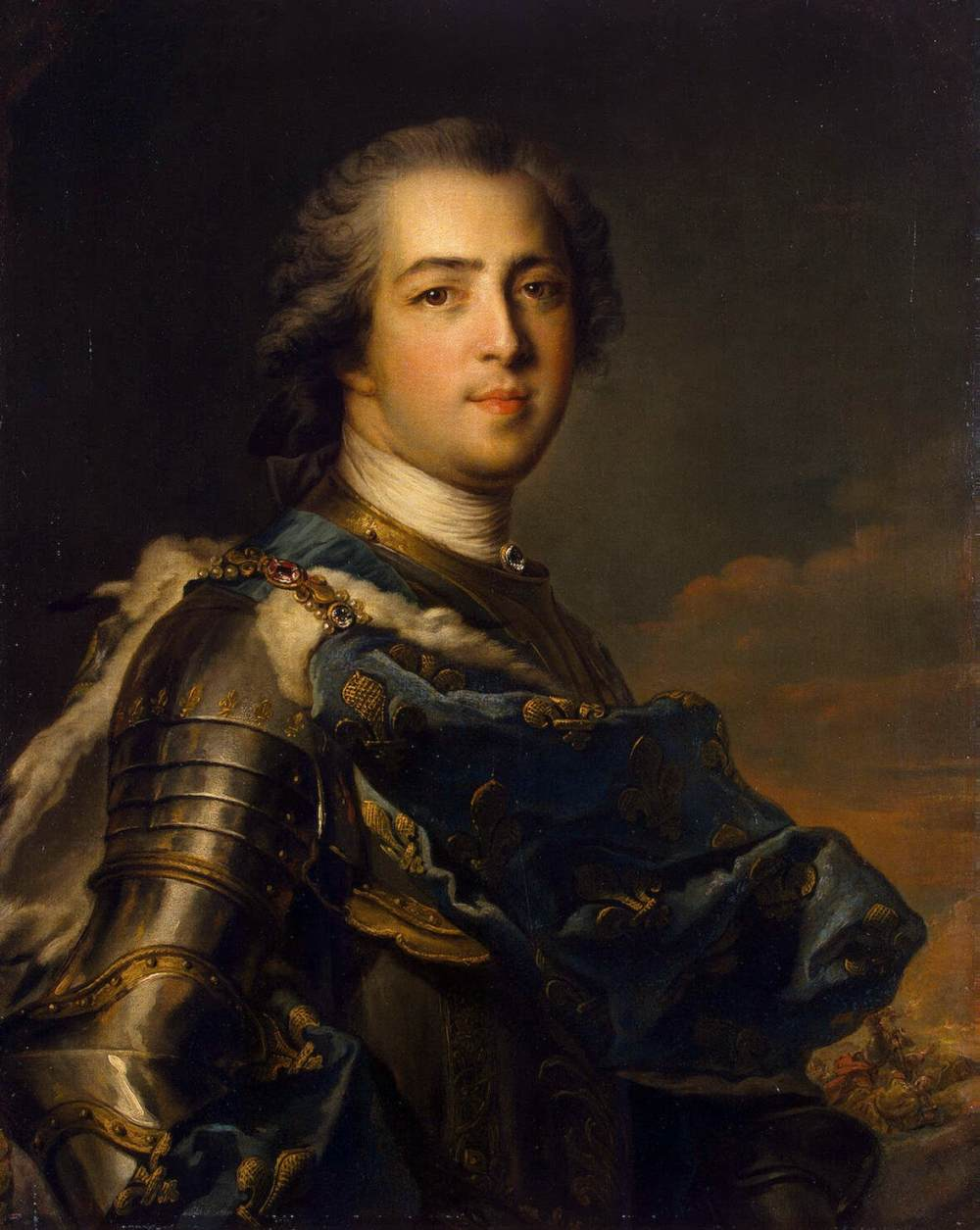
Regele Ludovic al XV-lea, 1745

La scurtă vreme după căsătorie,  Louise Julie a atras atenția regelui Ludovic al XV-lea și a avut permisiunea soțului ei de a deveni metresă regală. Deși a devenit metresa regelui în 1732, Madame de Mailly nu a fost recunoscută oficial ca  maîtresse en titre decât în 1738. Madame de Mailly nu s-a folosit de noua ei poziție pentru a se îmbogăți sau a se amesteca în politică, spre deosebire de sora ei mai mică Marie Anne, care s-a dovedit a fi o intrigantă politic de succes.
În 1738, Madame de Mailly a primit o scrisoare de la sora ei mai mică, Pauline-Félicité, care i-a cerut să fie invitată la curte. Madame de Mailly a îndeplinit dorința surorii ei, însă când Pauline a ajuns la curte l-a sedus pe rege și a devenit metresa lui.
În timp ce Madame de Mailly a rămas metresa oficială, regele s-a îndrăgostit de Pauline-Félicité și a aranjat căsătoria acesteia cu marchizul de Vintimille pentru a-i oferi un statut corespunzător la curte. A dăruit noii sale metrese castelul Choisy-le-Roi. Curând Madame de Vintimille a rămas însărcinată cu regele însă a murit dând naștere fiului său nelegitim, Louis, duce de Luc, care a semănat atât de mult cu regele încât a fost numit Demi-Louis, "micul Louis". Corpul Paulinei a fost depus la Lit-de-parade în orașul Versailles, dar în timpul nopții gardienii au părăsit sala să bea și mulțimea a intrat și a mutilat cadavrul "curvei regelui". Atât regele cât și Madame de Mailly au fost devastați de moartea ei, și se spune că Louise Julie a început să spele picioarele săracilor ca un semn catolic de remușcare.
Ulterior, cel mai bun prieten al regelui,  manipulatorul duce de Richelieu, a început să caute o altă candidată care să îndeplinească  dorințele prietenului său regal, nedorind ca Madame de Mailly să recâștige afecțiunea regelui. În cele din urmă s-a decis asupra surorii mai mici atât a Madame de Mailly cât și a Madame de Vintimille, Marie Anne, văduva marchizului de La Tournelle.
În 1742, la un bal mascat Richelieu a prezentat-o pe Marie Anne regelui. Inițial, frumoasa marchiză a respins avansurile regale, ea având deja un iubit, tânărul duce d'Agénois. Ca urmare, Ludovic a conspirat cu Richelieu, care era unchiul lui d'Agénois, să scape de tânărul pretendent. Regele și-a trimis rivalul pentru a lupta în Italia care a fost rănit și a revenit la curte în glorie. Richelieu și-a trimis nepotul la Languedoc, unde o tânără și frumoasă doamnă a fost instuită să-l seducă. În scurt timp scrisorile pasionale schimbate între cei doi au ajuns la cunoștința Mariei Anne, care, furioasă pe iubitul ei, și-a îndreptat atenția către rege.
Madame de La Tournelle a insistat ca sora sa mai mare, Madame de Mailly, să fir respinsă și în locul ei să fie ea însăși  recunoscută. Ludovic, care era deja obosit de lacrimile și reproșurile surorii mai mari, a consimțit; postul contesei de damă de palat a reginei Maria Leszczyńska a fost preluat de Madame de La Tournelle iar Louisei Julie i s-a ordonat să părăsească curtea. Găsindu-și refugiul într-o mănăstire, Madame de Mailly avea să devină religioasă.